# Ellis Irving
Ellis Irving (Sydney, Austrália, 1902 – 27 de março de 1983) foi um ator de cinema australiano, que atuou em vários filmes britânicos. Ele foi casado com a atriz Sophie Stewart.

## Filmografia selecionada
- The Bermondsey Kid (1933)
- Murder at Monte Carlo (1934)
- The Black Mask (1935)
- The Sea Hawk (1940)
- Went the Day Well? (1942)
- Variety Jubilee (1943)
- Strawberry Roan (1945)
- The Root of All Evil (1947)
- Pool of London (1951)
- Strictly Confidential (1959)